# إيطالو روتا
إيطالو روتا (بالإيطالية: Italo Rota)‏ هو مهندس معماري إيطالي، ولد في 2 أكتوبر 1953 في ميلانو في إيطاليا.